# Propiedad de nadie
Propiedad de nadie es el título del sexto álbum de estudio de la cantante Rosa López. El álbum fue puesto a la venta el 3 de noviembre de 2009.

## Álbum

### Contenido
Propiedad de nadie está formado por once canciones compuestas por José Luis Perales y producido por el hijo del cantante Pablo Perales. Nueve temas inéditos y dos versionados, "Lloraré" tema de Paloma San Basilio y "Ahora que te has ido" a dúo con el compositor del disco José Luis Perales y tema del propio cantante. El disco contiene un poco de todo, con estilos que abarcan el Pop con su primer sencillo "De haber sabido", Blues, Jazz, Country y R&B.
El álbum se grabó entre la Gira Promesas durante los meses de julio, agosto y septiembre grabado en Madrid. El disco representa una Metamorfosis para la cantante del cual se lo tomó como si fuera su primer disco de estudio y dónde se siente muy cómoda.

### Lista de canciones
| N.º | Título                                             | Escritor(es)      | Duración |  |
| 1.  | «Recordarte hoy»                                   | José Luis Perales | 3:53     |  |
| 2.  | «Acuérdate de mi»                                  | José Luis Perales | 3:14     |  |
| 3.  | «Suena una canción»                                | José Luis Perales | 2:59     |  |
| 4.  | «De haber sabido»                                  | José Luis Perales | 3:53     |  |
| 5.  | «Lloraré»                                          | José Luis Perales | 3:26     |  |
| 6.  | «Regálame esta noche»                              | José Luis Perales | 3:24     |  |
| 7.  | «Recordaré de ti»                                  | José Luis Perales | 3:21     |  |
| 8.  | «Si tu no estás»                                   | José Luis Perales | 3:22     |  |
| 9.  | «Sabes que no»                                     | José Luis Perales | 3:52     |  |
| 10. | «Ahora que te has ido» (junto a José Luis Perales) | José Luis Perales | 4:29     |  |
| 11. | «Dos que se aman»                                  | José Luis Perales | 3:19     |  |

### Posición en lista
| País   | Asociación | Lista           | Primera semana         | Posición | Semanales | Última semana       | Certificación | Ref.  |
| España | Promusicae | Top 100 Álbumes | 7 de noviembre de 2009 | 5        | 20        | 11 de abril de 2010 | Oro           | [ 6 ] |

## Sencillos

### De haber sabido
| País   | Asociación         | Lista            | Primera semana | Posición | Semanas | Última semana | Ref.  |
| España | Canal Fiesta Radio | Top 50 Canciones |                | 1        |         |               | [ 7 ] |

Videoclip: «De haber sabido» en YouTube.

### Si tú no estás
Videoclip: «Si tú no estás» en YouTube.

### Dos que se aman
| País   | Asociación         | Lista            | Primera semana | Posición | Semanas | Última semana | Ref.  |
| España | Canal Fiesta Radio | Top 50 Canciones |                | 1        |         |               | [ 7 ] |

## Conciertos
| Día                      | Localidad           | Escenario                                        |
| ------------------------ | ------------------- | ------------------------------------------------ |
| 19 de febrero de 2010    | Torrelodones        | Casino Gran Madrid                               |
| 28 de febrero de 2010    | Granada             | Palacio de congresos                             |
| 6 de marzo de 2010       | Elche               | Gran teatro                                      |
| 7 de marzo de 2010       | Barcelona           | Auditorio de Barcelona                           |
| 16 de marzo de 2010      | Madrid              | Teatro Calderón                                  |
| 26 de junio de 2010      | Usera               | Parque de Pradolongo                             |
| 9 de julio de 2010       | Móstoles            | Teatro del bosque.                               |
| 14 de agosto de 2010     | Motril              | Caseta municipal                                 |
| 26 de agosto de 2010     | Arafo               | Plaza de san Juan degollado                      |
| 28 de agosto de 2010     | Colmenar Viejo      | Recinto ferial                                   |
| 2 de septiembre de 2010  | Palencia            | Pabellón municipal de deportes "Marta Dominguez" |
| 6 de septiembre de 2010  | Monóvar             | En alameda                                       |
| 12 de septiembre de 2010 | Corvera de Asturias | Explanada de los campos                          |
| 25 de septiembre de 2010 | Puente san Miguel   | Recinto de ferias                                |

## Conciertos 10 aniversario
| Día                     | Localidad       | Escenario                     |
| ----------------------- | --------------- | ----------------------------- |
| 4 de diciembre de 2010  | Sevilla         | Gran Casino de Aljarafe       |
| 18 de diciembre de 2010 | Adra            | Teatro municipal de adra      |
| 14 de enero de 2011     | Atarfe          | Centro Cultural Medina Elvira |
| 28 de enero de 2011     | Badajoz         | Teatro Lópe de Ayala          |
| 5 de febrero de 2011    | Arganda del Rey | Teatro Casablanca             |
| 18 de marzo de 2011     | Baracaldo       | Sala rockstar                 |
| 1 de abril de 2011      | Montijo         | Teatro municipal de montijo   |
| 8 de abril de 2011      | Marbella        | Teatro Ciudad de Marbella     |
| 6 de agosto de 2011     | Benalmádena     | Teatro Tivoli World           |